# Tall Asur
Tall Asur – szczyt w Palestynie wznoszący się na wysokość 1016 m n.p.m. Drugi pod względem wysokości szczyt Autonomii Palestyńskiej po Dżabal an-Nabi Junus o wysokości 1030 m n.p.m.